# South Lake Tahoe
South Lake Tahoe ist eine Stadt im El Dorado County im US-Bundesstaat Kalifornien, Vereinigte Staaten und liegt am Lake Tahoe. Das U.S. Census Bureau hat bei der Volkszählung 2020 eine Einwohnerzahl von 21.330 ermittelt. 
Das Stadtgebiet hat eine Größe von 42,7 km² und befindet sich am U.S. Highway 50 sowie an der California State Route 89.
South Lake Tahoe ist das Zentrum des Tourismus am Lake Tahoe. Am Ortsrand befinden sich einige Sandstrände. Am Ostende der Stadt ist die Grenze zwischen Kalifornien und Nevada. Nahe dieser Grenze besteht das Skigebiet Heavenly Mountain Resort mit 18 Liftanlagen. Auf der Seite von Nevada heißt der Ort Stateline und besteht aus mehreren Großhotels mit Spielcasinos.

## Olympiavorbereitung 1968
In der Nähe von South Lake Tahoe befindet sich das 2249 Meter über dem Meeresspiegel gelegene Skigebiet Echo Summit: Hier wurde 1968 für die US-Leichtathleten ein Wettkampfgelände mit Kunststoffbahn gebaut, auf der vom 9. bis 17. September 1968 die Ausscheidungskämpfe für die Olympischen Spiele 1968 stattfanden. Die Gegend wurde ausgewählt, weil sie ähnlich hoch liegt wie die Olympiastadt Mexiko-Stadt. Einen Monat vor den Olympischen Spielen wurden in Echo Summit Weltrekorde im 200-Meter-Lauf, im 400-Meter-Lauf, im 400-Meter-Hürdenlauf sowie im Stabhochsprung aufgestellt. Insgesamt 193 Leichtathleten weilten im Sommer 1968 in Echo Summit.
Nach den Olympischen Spielen wurde die Anlage überflüssig. Sie wurde abgebaut und als Sportplatz einer Mittelschule in South Lake Tahoe wieder aufgebaut. Später verwitterte sie und wurde nicht mehr benutzt.

## Verkehr
Der Flughafen Lake Tahoe (Lake Tahoe Airport) befindet sich 3 km südwestlich der Stadt.

## Söhne und Töchter der Stadt
- Wisi Betschart (* 1976), Skirennläufer
- Ryan Roslansky (* 1977), Unternehmer
- Travis Cabral (* 1983), Freestyle-Skier
- Jamie Anderson (* 1990), Snowboarderin
- Maddie Bowman (* 1994), Freestyle-Skierin